# けらえいこ
けら えいこ（女性、1962年〈昭和37年〉12月2日 - ）は、日本の漫画家。東京都出身。東京都立井草高等学校、早稲田大学第二文学部卒業。
高校時代の自らの家族をモデルに日常生活をつづった『あたしンち』を読売新聞日曜版に発表。人気作品となりアニメ化・映画化されたことで一挙に著名となった。
ペンネームのけらえいこは、旧姓の「蝼川内（けらかわうち）」にちなむ「けらちゃん」の愛称で呼ばれていたことに由来する。「蝼川内」は大分県下毛郡本耶馬渓町（現中津市）東屋形を発祥とする稀少姓である。

## 来歴・人物
1987年、「ヤングサンデー」（小学館）に掲載の『3色みかん』でデビュー。
同年、早稲田大学時代のサークル、早稲田大学漫画研究会先輩であった現在の夫・上田信治（元漫画編集者、俳人）と結婚。後にメディアファクトリーから、本人達の結婚からその後の生活についてのセミドキュメンタリー漫画『セキララ結婚生活』『たたかうお嫁さま』などが出版された。
『あたしンち』連載前は、性的な事柄をストレートに描いた下ネタ漫画を多数発表し「女の子エッチ漫画家」として売り出されていた。それらの多くは『まったく若奥様って奴ぁ!』（光文社）に多数収録されている。
1994年、読売新聞日曜版で『あたしンち』の連載が開始。高校生だったころの自らと父母、弟からなる核家族の日常を描いた内容。書評家の山村修は長谷川町子の『サザエさん』と比較し、「世が世なら立派な国民マンガである」と評した。
1995年、『たたかうお嫁さま』が日本テレビ系列でテレビドラマ化された（主演は松本明子）。
1996年、『あたしンち』で第42回文藝春秋漫画賞を受賞した（同時受賞は早大漫研で先輩だったやくみつるである）。また、『あたしンち』は2002年にテレビ朝日系列でテレビアニメ化され、2009年まで放送された。2003年には東映系でアニメとして映画化された。2010年には3D映画化された。2015年にはアニマックスで再びアニメ化され2016年まで放送された。2024年にはYouTube上で『あたしンちNEXT』名で新作アニメが作られた。
都立井草高校漫研の同期に『こっちむいて!みい子』の作者おのえりこ、高倉あつこ、早稲田大学のサークルの先輩にラズウェル細木、安倍夜郎、後輩に現代洋子がいる。
埼玉西武ライオンズのファン。

## 作品リスト
- 3色みかん（1987年 ヤングサンデー）※デビュー作。
- 姫の俳道一直線!（1989年 メディアファクトリー ISBN 4889911715）-「ヤングマガジン増刊海賊版」で87年2/9号から88年1/11号の欄外にて連載したもの
- セキララシリーズ（メディアファクトリー）
  - セキララ結婚生活（1991年 ISBN 4889912185）
    - 2000年に講談社文庫（講談社）より再版（ISBN 4062647079）

  - たたかうお嫁さま（1992年 ISBN 488991269X）
  - いっしょにスーパー（1994年 ISBN 4889913203）
  - 7年目のセキララ結婚生活（1999年 ISBN 4889916997）
- まったく若奥様って奴ぁ!（1992年 光文社コミック（光文社） ISBN 433480179X）
- まったく女って奴ぁ!
- おきらくミセスの婦人くらぶ～（ハヤセクニコとの共著、1993年 講談社文庫（講談社） ISBN 4061853724）
- 金田夫妻（2008年 幻冬舎 ISBN 9784344014909）
- 鉄本（うえやまとち・吉田戦車・田島隆・東風孝広・安田弘之・樹崎聖・とりのなん子・シギサワカヤとの共著、2009年 KCデラックス（講談社） ISBN 406375880X）
- あたしンちシリーズ（メディアファクトリー）
  - あたしンち 読売新聞日曜版にて1994年6月 - 2012年3月11日連載（単行本：メディアファクトリー）
- ためして あたしンち（単行本の中から厳選したものを38話収録、2008年 ISBN 484012390X）
  - あたしンち公式ファンブック（シリーズ初のファンブック、未収録作15作掲載　2010年 ISBN 484013233X）
- アニメあたしンち
  - タチバナ家方面、今日も晴れ!（アニメオリジナル作品の中から厳選したものを10話収録、2009年 ISBN 484013121X）
  - アニメ あたしンち 情熱の赤い母、そして是が非~♪（アニメコミック第2弾、2010年 ISBN 484013460X）
  - やぁ!やぁ!やぁ!タチバナ家がやってきた♪（アニメコミック第3弾、2011年3月18日発売、ISBN 978-4-8401-3865-9）
  - 劇場版 母がみかんに、みかんが母に（アニメコミック第4弾、2011年7月15日発売、ISBN 978-4-8401-3983-0）
  - 一万円ポッキリバス旅行で大騒動♪（アニメコミック第5弾、2011年12月16日発売、ISBN 978-4-8401-4323-3）
  - タチバナ家、健康ランドでツルーン（アニメコミック第6弾、2012年3月16日発売、ISBN 978-4-8401-4540-4）
  - 劇場版3D 情熱のちょ〜超能力♪ 母、大暴走!（アニメコミック第7弾、2012年5月18日発売、ISBN 978-4-8401-4583-1）
  - 誰も知らないタチバナ家の秘密（アニメコミック第8弾、2013年12月20日発売、ISBN 978-4-04-066190-2）
  - ユズのこれじゃないパンツ（アニメコミック第9弾、2014年8月1日発売、ISBN 978-4-04-066937-3）
  - タチバナ家だヨ!全員集合!（アニメコミック第10弾、2015年4月24日発売、ISBN 978-4-04-067622-7）
- アニメ新あたしンち
  - 帰って来たタチバナ家♪（アニメコミック第1弾2016年6月30日発売、ISBN 978-4-04-068606-6）
  - 母、オデコ光る!（アニメコミック第2弾、2016年9月16日発売、ISBN 978-4-04-068644-8）
  - 母、半身浴!（アニメコミック第3弾、2016年12月16日発売、ISBN 978-4-04-068645-5）
  - 恋するみかん（アニメコミック第4弾、2017年3月2日発売、ISBN 978-4-04-069176-3）
  - あたしンちSUPER 週刊誌AERAにて2019年12月23日〜連載中（単行本：朝日新聞出版）